# نيلسون جي. غروس
نيلسون جي. غروس (بالإنجليزية: Nelson G. Gross)‏ هو محامي وصاحب مطعم وسياسي أمريكي، ولد في 9 يناير 1932، وتوفي في 17 سبتمبر 1997 بسبب إصابة كليلة. حزبياً، نشط في الحزب الجمهوري. وقد انتخب عضو جمعية نيوجيرسي العامة.